# Кимжа (деревня)
Ки́мжа — деревня в Мезенском районе Архангельской области Российской Федерации. Входит в состав Дорогорского сельского поселения.
В 2016 году она присоединилась к ассоциации «Самые красивые деревни России».

## География
Кимжа расположена в центре Мезенского района, на правом берегу реки Кимжа, недалеко от впадения её в Мезень. Выше Кимжи находится деревня Кильца, с которой Кимжа связана автодорогой, за рекой — село Дорогорское (центр Дорогорского сельского поселения) и деревни Жердь и Петрова Жердского сельского поселения. Южнее Кимжи находится переправа через Мезень автодороги «Архангельск—Гбач—Пинега—Совполье—Кимжа—Мезень». От Кимжи до посёлка Каменка проходит зимник, пересекающий реку Шукшу.

## История
Кимжа возникла в начале XVI века, когда здесь, в двух верстах от устья реки Кимжа, поселился крестьянин, пришедший с Пинеги. Кимжа входила в состав Кимженской волости, затем — Дорогорской волости Мезенского уезда. Кимжа была известна своими промыслами, особенно — меднолитейным (медные колокольчики применялись для скота и почтовых лошадей, медными украшения — для конской сбруи). Кимжа славилась как центр художественного литья. В 1857 году состав Кимженского прихода вошло село Дорогорское, входившее до этого в состав Заакакурского прихода. В 1870 году в Кимже было десять ветряных мельниц. 6 октября 1894 года при Кимженской церкви была открыта школа грамотности.
До 1951 года в деревне не было кладбища, а умерших хоронили по их «завету» (там где попросят), чаще всего на их земельном наделе, а не у домов, как указано в некоторых источниках. У домов ставились обетные кресты.
В 1971 году этнографы записали в Кимже несколько былин, рассказанных Т. Г. Немнюгиной, которая узнала их от своего отца в деревне Заозерье.
В 1980-х годах в многосерийном художественном фильме «Михайло Ломоносов» Кимжа олицетворяла собой древние Холмогоры. В те же годы в Кимже снимался художественный фильм Ирины Поплавской «Матвеева радость».
У жителей Кимжи существует своё групповое прозвище — «чернотропы» (колдуны), так как жители соседних деревень считали, что некоторые из жителей Кимжи действительно владели искусством ворожбы и заговора и могли насылать порчу и сглаз.
В 2004 году Кимжа вошла в состав Дорогорского сельского поселения Мезенского района Архангельской области.
В Кимже каждый год отмечают «съезжий праздник» Прокопьев день.

## Население
| 2002 | 2010 | 2012 |
| ---- | ---- | ---- |
| 147  | ↘99  | ↗134 |

Численность населения деревни, по данным Всероссийской переписи населения 2012 года, составляет 134 человек. На 1.01.2010 числилось 129 человек. В 1623 году в Кимже было 16 крестьянских дворов, в которых проживало 23 человек мужского пола, в 1646 году в Кимже было 6 жилых крестьянских дворов, в которых проживало 10 человек мужского пола. По переписи 1678 года в «погосте, что была дер. Кимжа», значилось 13 крестьянских дворов, а людей в них — 27, тогда здесь значилось 20 пустых дворов. В 1888 году в Кимже было 52 крестьянских двора, в которых проживало 464 человека. В 1920 году в Кимже числилось 130 дворов, в которых проживало 566 человек. В 1926 году в селе в 163 домохозяйствах проживало 760 человек. По переписи 1939 года в Кимже проживало 580 человек.

## Достопримечательности
Старинная деревня Кимжа сохранила свой уникальный, северный колорит и привлекает туристов со всей страны, показывая достопримечательности. Здесь сохранился 71 исторический памятник. Привлекают внимание старые деревянные покосившиеся амбары с табличкой «Памятник градостроительства и архитектуры. Подлежит государственной охране», в округе стоят старинные обетные кресты, высится прекрасная шатровая Одигитриевская церковь, сохранились две мельницы. Созданы и работают несколько музеев. В селе имеется мемориал героям, павшим во время Великой Отечественной войны. В 2008 году на базе Кимженского дома культуры был создан «Туристский культурно-музейный центр „Кимжа“»; в 2013 году деревня получила статус «Достопримечательное место регионального уровня», а в 2017 году стала членом «Ассоциации самых красивых деревень России».
- Пятиглавая деревянная шатровая Одигитриевская церковь 1709 года постройки[22]. Всего в деревне было три церкви, так как здесь селились раскольники, выстраивавшие свои слободы. Поселенцы Матрёниной слободы называли себя «старообрядцами», а жителей другой — «староверами». Одигитрия оставалась православной.

Церковь, являясь образцом деревянного зодчества Русского Севера, охраняется государством. В начале 2020 года завершилось восстановление храма, выполнявшееся по эскизам старинных зодчих и длившееся почти 20 лет. При реставрации церкви применен метод переборки: вместе с элементами из свежего дерева, словно предания старины, соседствуют 200-летние доски и вековые бревна.
- Мельницы-столбовки.

В Кимже сохранились 2 мельницы из 10-ти, существовавших здесь на протяжении истории. Первая мельница — 1897 года постройки, на историческом месте, самая северная во всём мире, восстановлена до рабочего состояния в 2007—2010 гг. с привлечением специалистов из Нидерландов, затем в 2011 и 2015 гг.. Во второй мельнице, которой восстановили внешний облик, внутри устроен музей.

### Карты
- Кимжа на карте Wikimapia
- Кимжа. Публичная кадастровая карта